# 1161년

## 연호
- 남송(南宋) 소흥(紹興) 31년
- 금(金) 정륭(正隆) 6년 / 대정(大定) 원년
- 일본(日本) 에이랴쿠(永暦) 2년 / 오호(応保) 원년
- 서하(西夏) 천성(天盛) 13년
- 리 왕조(李朝) 다이딘(大定) 22년

## 기년
- 남송(南宋) 고종(高宗) 35년
- 금(金) 해릉양왕(海陵煬王) 13년 / 세종(世宗) 원년
- 고려(高麗) 의종(毅宗) 15년
- 서하(西夏) 인종(仁宗) 22년
- 리 왕조(李朝) 영종(英宗) 24년

## 탄생
- 2월 22일 - 제176대의 교황 교황 인노첸시오 3세. (~1216년)
- 9월 20일 - 일본의 제80대 천황 다카쿠라 천황. (~1181년)